# Société Française Hispano-Suiza
Société Française Hispano-Suiza war ein Unternehmen aus Frankreich. Es gehörte zum Konzern Hispano-Suiza.

## Unternehmensgeschichte

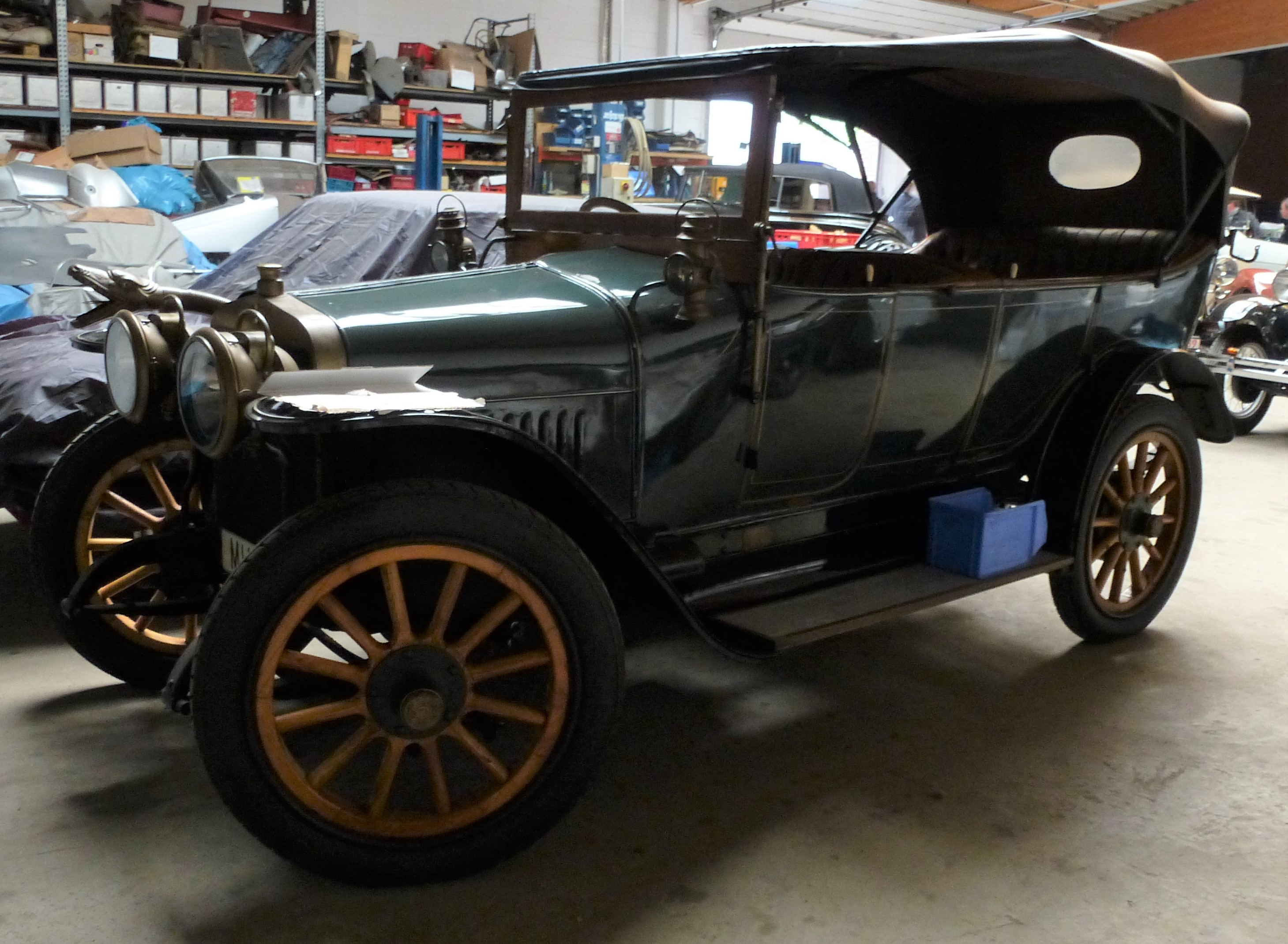
Hispano-Suiza 15–20 HP

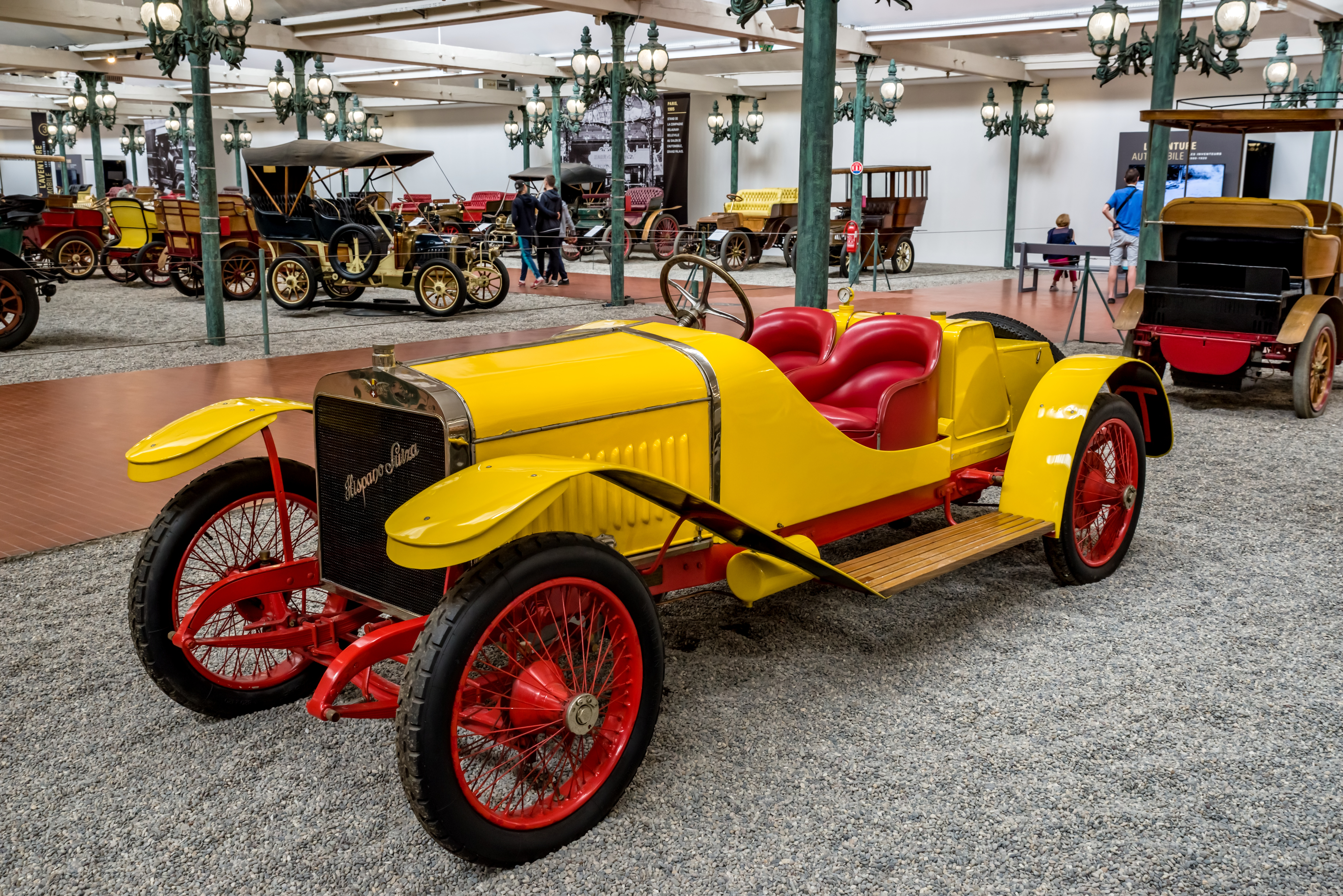
Hispano-Suiza 15–45 HP

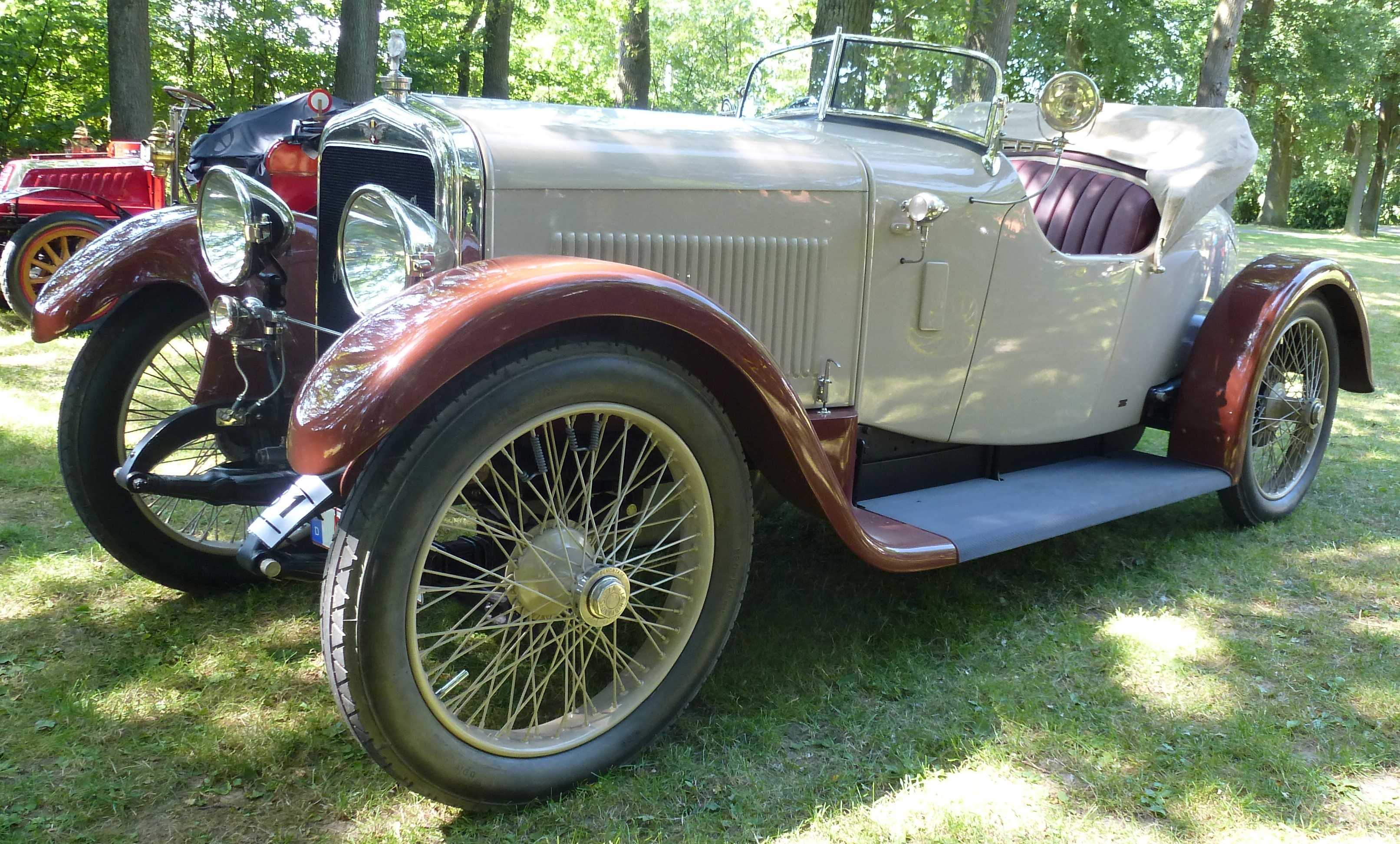
Hispano-Suiza Type 26

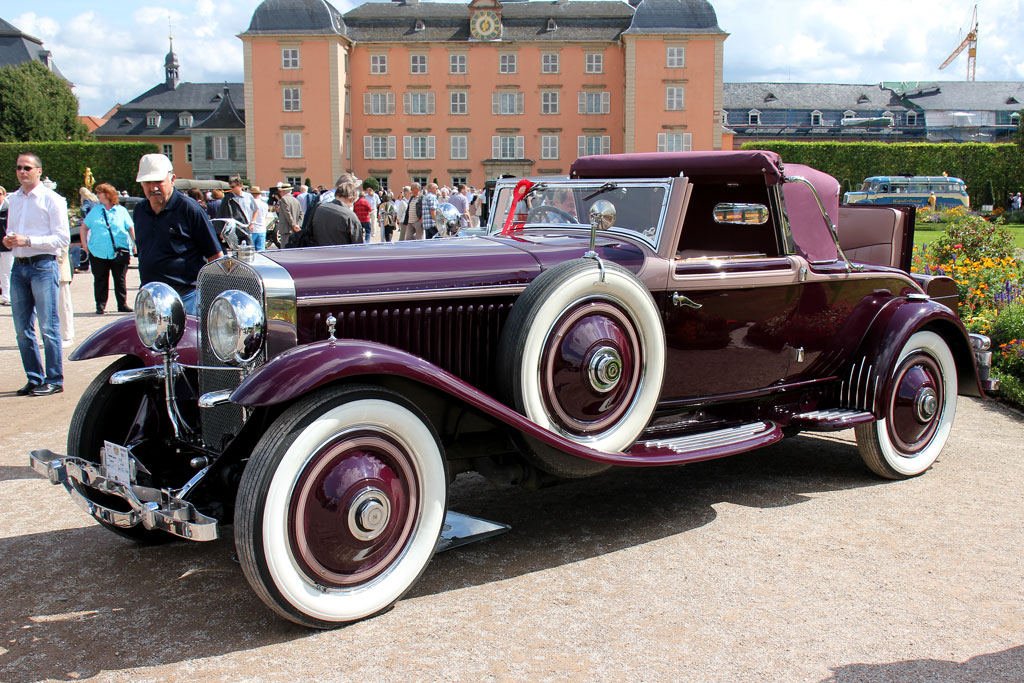
Hispano-Suiza H 6

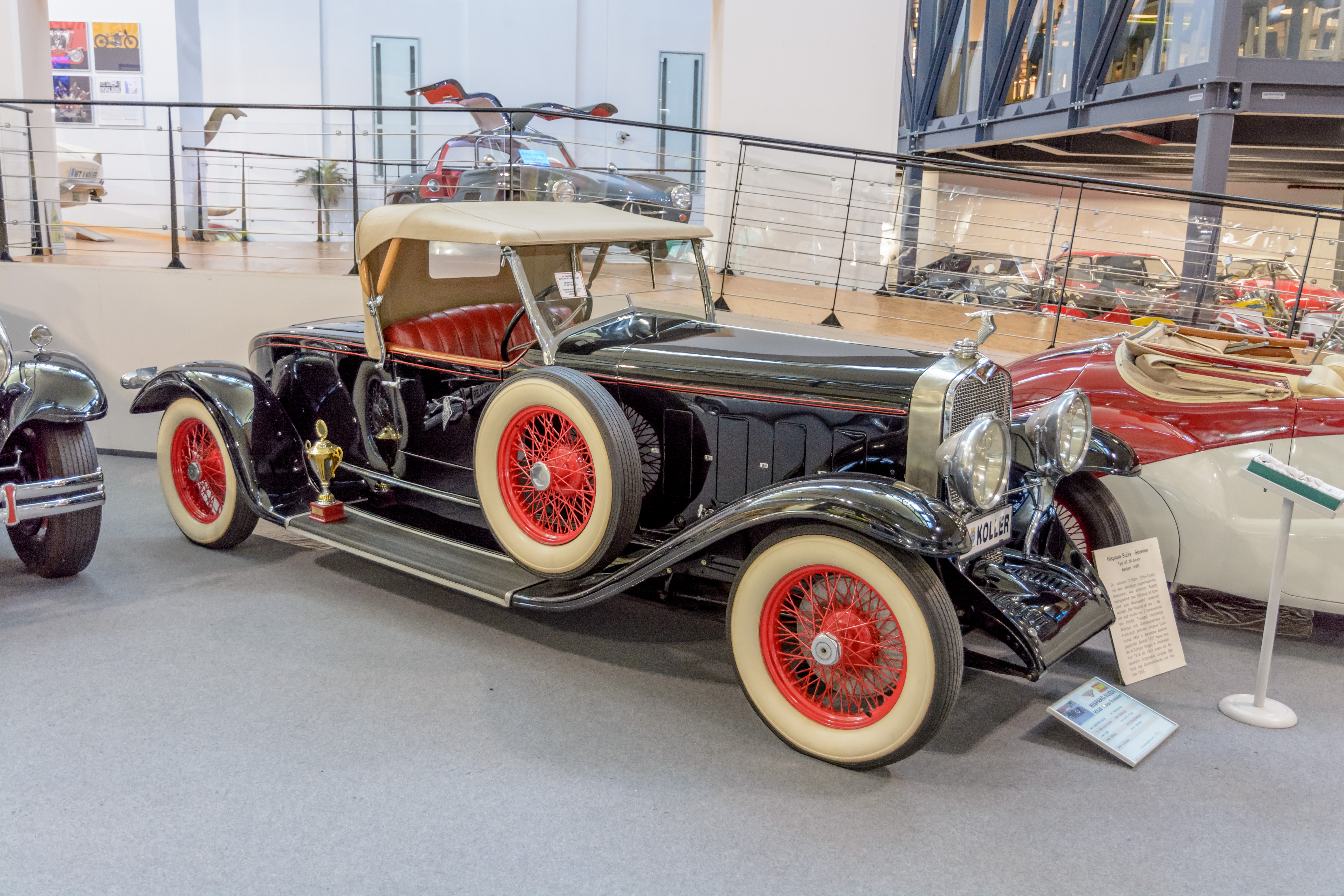
Hispano-Suiza HS 26

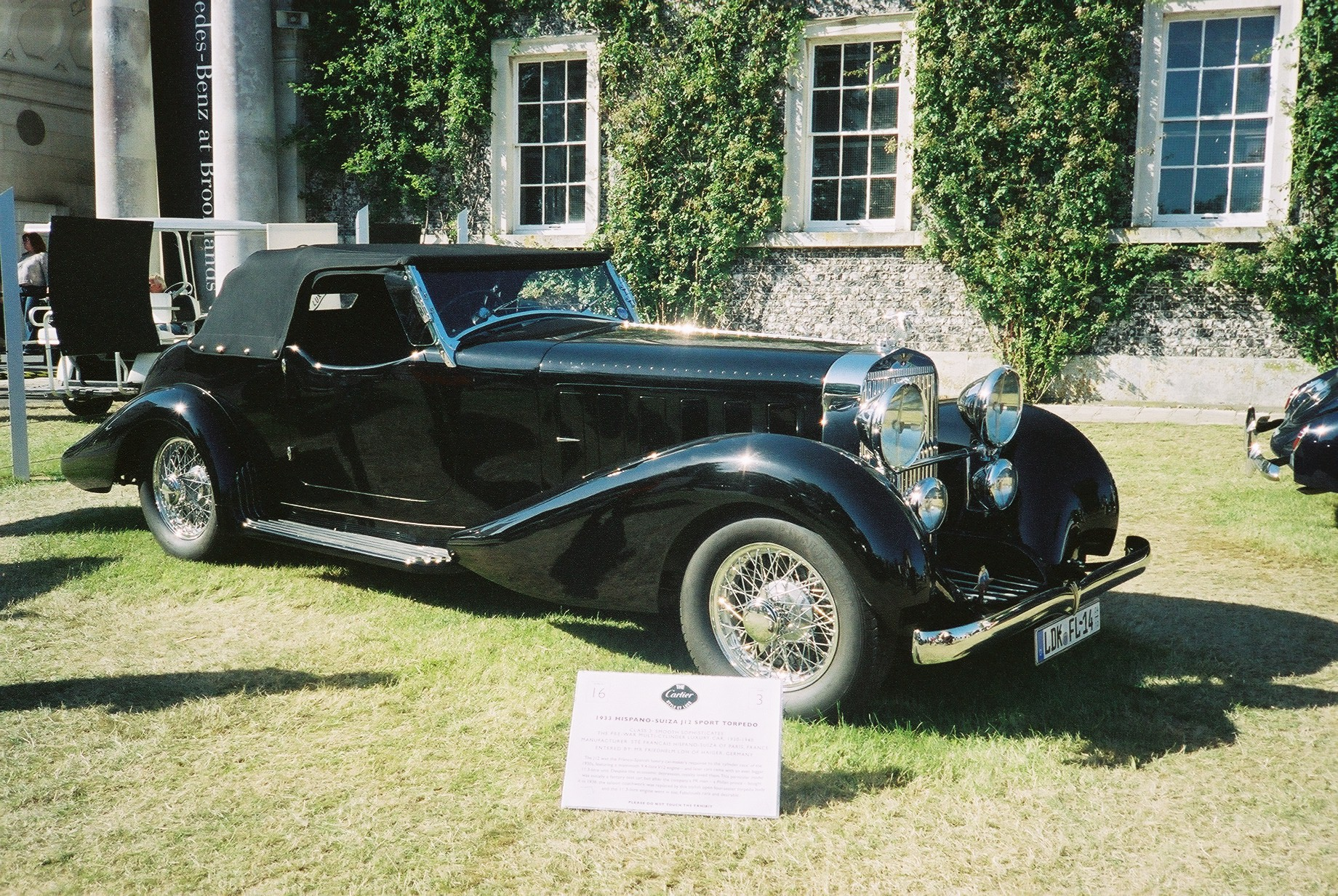
Hispano-Suiza J 12

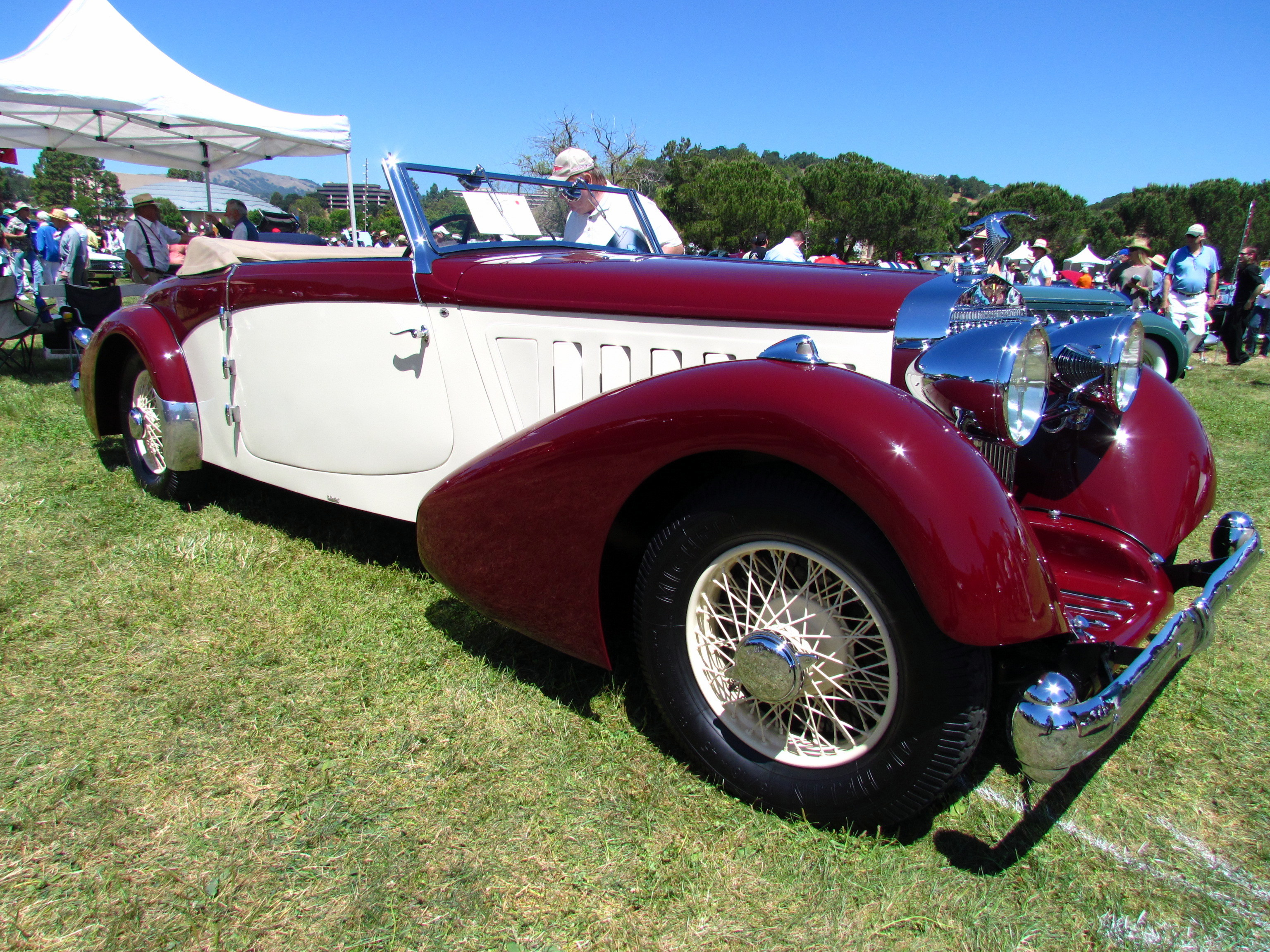
Hispano-Suiza K 6

La Hispano-Suiza aus dem spanischen Barcelona bestand seit 1904 und stellte Automobile her. Nach Rennerfolgen im Jahr 1910 stieg die Nachfrage. Allerdings sorgte ein Streik für eine Produktionsunterbrechung.  Daraufhin fiel der Entschluss, eine Zweigniederlassung in Frankreich nahe der Hauptstadt Paris zu eröffnen. Als weitere Vorteile wurden die Nähe zu vielen Käufern und Lieferanten sowie der Entfall von Import und Export gesehen.
Am 3. Januar 1911 wurde der Chefkonstrukteur Marc Birkigt nach Paris geschickt, um das Werk aufzubauen. Louis Pilleverdier, Léon Derny. Olivier und Briges begleiteten ihn. In Levallois-Perret wurde ein verfallenes Straßenbahndepot gemietet. Im selben Jahr wurde das Unternehmen gegründet. Eine Quelle gibt die Firmierung Société des Automobiles Hispano-Suiza an. In Spanien wurde es einfach Fábrica Sucursal, also Zweigwerk, genannt. Die Produktion begann am 15. März. Eine andere Quelle gibt dafür den Juli 1911 an. José Vilá leitete das Unternehmen. Fernand Fomé unterstand das Konstruktionsbüro, François Develay die Werkstatt und Louis Massuger die Motorenabteilung.
Am 11. Januar 1912 wurde Jean Lacoste zum Direktor ernannt. Im Laufe des Jahres ersetzte Chapin Pilleverdier und Louis Massuger Derny. Es gab erste Pläne für den Kauf eines Grundstücks für ein neues Werk.
Im Januar 1913 erhielt Birkigt den Auftrag, den Kauf eines Grundstücks in Bois-Colombes vorzubereiten. Im Mai wurde ein Herr Mulliner damit beauftragt, das Werk zu bauen. In einer Anzeige zum Pariser Autosalon im Oktober 1913 wurde die Firmierung Société des Automobiles Hispano-Suiza genannt.
Im April 1914 erfolgte der Umzug in das neue Werk. Am 2. August wurde es aufgrund des Ersten Weltkriegs geschlossen. Birkigt wechselte zurück in das neutrale Spanien.
Danach wurden Flugmotoren und Rüstungsmittel produziert.
Eine Quelle gibt für die Zeit von 1916 bis 1923 die Firmierung Hispano-Suiza Section Aviation an.
Nach dem Ende des Ersten Weltkriegs wurde der Storch als Kühlerfigur eingeführt. Dies war ein Gedenken an die vielen französischen Piloten wie Georges Guynemer, die im Krieg ihr Leben verloren.
Im Oktober 1919 wurde der Hispano-Suiza H 6 auf dem Pariser Autosalon präsentiert, der neue Maßstäbe für Fahrzeuge der Oberklasse setzte.
1923 wurde das Unternehmen unabhängig. Spätestens ab diesem Jahr lautete die Firmierung Société Française Hispano-Suiza.
1926 arbeiteten 2200 Mitarbeiter in der Abteilung für Flugmotoren. Sie stellten monatlich etwa 74 Flugmotoren her und kümmerten sich bei weiteren maximal 100 Motoren um Service und Reparatur.
Die Rheinlandbesetzung 1936 durch das Deutsche Reich bedeutete, dass Frankreich aufrüsten musste. 1937 wurde die Société d’exploitation des matériels Hispano-Suiza abgespalten, die Flugmotoren und Rüstungsgüter herstellte. Das bisherige Unternehmen wurde dadurch wesentlich kleiner und beschränkte sich auf die Fahrzeugproduktion.
Anfang 1938 endete die Fertigung von Fahrzeugen. Danach verliert sich die Spur des Unternehmens.

## Produkte
Die ersten Pkw-Modelle waren Hispano-Suiza 12–15 HP, Hispano-Suiza 15–20 HP und Hispano-Suiza 15–45 HP, die vorher schon in Spanien hergestellt wurden.
Dazu kamen die Rennwagen Hispano-Suiza MCP und Hispano-Suiza Type 20 sowie Hispano-Suiza Type 21, Hispano-Suiza Type 22, Hispano-Suiza Type 26 und Hispano-Suiza Type 27.
Ab 1919 war der H 6 zunächst das einzige Modell. 1930 kam der kleinere Hispano-Suiza HS 26 dazu. Nachfolger wurden Hispano-Suiza J 12 und Hispano-Suiza K 6.

## Modellübersicht
| Modell   | Bauzeit   | Zylinder | Bohrung (mm) | Hub (mm) | Hubraum (cm³) | Leistung (PS) | Text |
| -------- | --------- | -------- | ------------ | -------- | ------------- | ------------- | --- |
| 12–15 HP | 1911–1914 | 4        | 80           | 110      | 2212          | 18–20         | Bis 1910 aus spanischer Produktion                                                                                                |
| 15–20 HP | 1911–1914 | 4        | 80           | 130      | 2614          | 28–30         | Außerdem aus spanischer Produktion                                                                                                |
| 15–45 HP | 1911–1914 | 4        | 80           | 180      | 3619          | 40–45         | Auch 45 Cr und Alfonso XIII genannt Bis 1910 aus spanischer Produktion                                                            |
| MCP      | 1912      | 4        | 85,5         | 130      | 2986          | 96            | Rennwagen mit 4 verschiedenen Motoren, alle mit Kompressor                                                                        |
| MCP      | 1912      | 4        | 85           | 132      | 2996          | 100           | Rennwagen mit 4 verschiedenen Motoren, alle mit Kompressor                                                                        |
| MCP      | 1912      | 4        | 85           | 132      | 2996          | 100           | Rennwagen mit 4 verschiedenen Motoren, alle mit Kompressor                                                                        |
| MCP      | 1912      | 4        | 85           | 130      | 2951          | 100           | Rennwagen mit 4 verschiedenen Motoren, alle mit Kompressor                                                                        |
| Type 20  | 1913–1914 | 4        | 85           | 130      | 2951          | 62            | Rennwagen |
| Type 21  | 1913      | 4        | 80           | 130      | 2614          | 55            | Auch 15 HP de Luxe und 15–30 HP genannt                                                                                           |
| Type 22  | 1913      | 4        | 90           | 150      | 3817          |               | Auch 18 HP de Luxe und 18–60 HP genannt                                                                                           |
| Type 25  | 1914      | 4        | 85           | 180      | 4086          | 63            | Variante des 15–45 HP |
| Type 26  | 1914      | 4        | 90           | 180      | 4580          | 75            | Vierventiltechnik 1915 aus spanischer Produktion                                                                                  |
| Type 27  | 1914      | 4        | 80           | 150      | 3016          | 36            | |
| H 6      | 1919–1932 | 6        | 100          | 140      | 6597          |               | Erst H 6, dann H 6 B genannt (Tipo 41 oder Tipo 46) Variante H 6 C (Tipo 56) mit größerem Motor Sportausführung Boulogne nur 1922 |
| H 6      | 1924–1933 | 6        | 110          | 140      | 7983          |               | Erst H 6, dann H 6 B genannt (Tipo 41 oder Tipo 46) Variante H 6 C (Tipo 56) mit größerem Motor Sportausführung Boulogne nur 1922 |
| H 6      | 1922      | 6        | 102          | 140      | 6864          |               | Erst H 6, dann H 6 B genannt (Tipo 41 oder Tipo 46) Variante H 6 C (Tipo 56) mit größerem Motor Sportausführung Boulogne nur 1922 |
| I 6      | 1924–1925 | 6        | 85           | 110      | 3745          | 85            | Baugleich mit dem Tipo 49 aus spanischer Produktion                                                                               |
| HS 26    | 1930–1935 | 6        | 90           | 120      | 4580          | 105           | Fahrgestell von Ballot Baugleich mit dem Tipo 64 aus spanischer Produktion                                                        |
| J 12     | 1931–1938 | 12       | 100          | 100      | 9425          | 220           | Type 68 Produktion nur in Frankreich                                                                                              |
| J 12     | 1935–1938 | 12       | 100          | 120      | 11310         | 250           | Type 68 Produktion nur in Frankreich                                                                                              |
| K 6      | 1934–1937 | 6        | 100          | 110      | 5184          | 140           | Baugleich mit dem Tipo 70 aus spanischer Produktion                                                                               |